# Bauskas alus
Bauskas alus és una empresa cervesera letona, creada l'any 1981 a la ciutat de Bauska.
L'empresa fou creada l'any 1981 com a part d'un kolkhoz local destinat a la fàbrica de conserves. A l'inici, la cervesera produïa cerveses tradicional com la Marta alus (Märzen), la Rīgas alus (cervesa de Riga) i la Senču alus (cervesa dels ancestres). L'any 1982, començà a produir altres productes com ara la Bauskas gaišais (Bauska light) i la Bauskas tumšais (Bauska negra).